# Golos Truda
Golos Truda (russisch Голос Труда; dt.: Die Stimme der Arbeit) war eine russische anarchosyndikalistische Zeitschrift. Von russischen Arbeitern und Emigranten 1911 in New York gegründet, wurde Golos Truda 1917 nach Sankt Petersburg verlegt, als die Redakteure nach der Februarrevolution wieder nach Russland zurückkehren konnten. Dort fügte sich die Zeitschrift in die entstehende anarchosyndikalistische Bewegung ein, verkündete die Notwendigkeit einer sozialen Revolution von und für die Arbeiter und positionierte sich in Opposition zu der Vielzahl von linksradikalen Bewegungen. Die Machtübernahme der Bolschewiki markierte jedoch die Wende für die Zeitschrift, weil die neue Regierung zunehmend repressive Gesetze gegen dissidentische Publikationen und im Besonderen gegen die anarchistische Bewegung erließ. Nach einigen Jahren zurückhaltender Publikationsaktivitäten wurde das Golos Truda-Kollektiv schließlich 1929 vom stalinistischen Regime ausgelöscht.

## Hintergrund
Golos Truda begann als monatliche Zeitschrift der Union russischer Arbeiter in den Vereinigten Staaten und Kanada in New York 1911. Nach dem Ausbruch der Februarrevolution 1917 erließ die provisorische Regierung eine Generalamnestie und bot an, die Rückkehr von Russen, die aus politischen Gründen das Land verließen, zu finanzieren. Die gesamte Redaktion von Golos Truda beschloss nach Russland zurückzukehren und die Zeitschrift nach Sankt Petersburg zu verlegen. In Vancouver bestieg die Gruppe, darunter der Künstler des Ferrer Zentrums Manuel Komroff und dreizehn andere, am 26. Mai 1917 ein Schiff nach Japan. An Bord gaben die Anarchisten Konzerte, hielten Referate und Theateraufführungen ab und gaben sogar eine revolutionäre Zeitschrift heraus: The Float. Von Japan erreichte die Gruppe schließlich via Sibirien Sankt Petersburg.

## Publikationsaktivitäten in Russland
In Sankt Petersburg wurde die Herausgabe von Golos Truda von Anfang an durch die entstehende Anarchosyndikalistische Propaganda Union unterstützt, und das neue Blatt stärkte die anarchosyndikalistische Bewegung in der Stadt. Die Redaktionsmitglieder waren Maxim Rajewsky, Wladimir Schatow (der Betreiber der Linotype-Setzmaschine), Volin, Gregori Maximow, Alexander Schapiro, und Wasya Swieda.

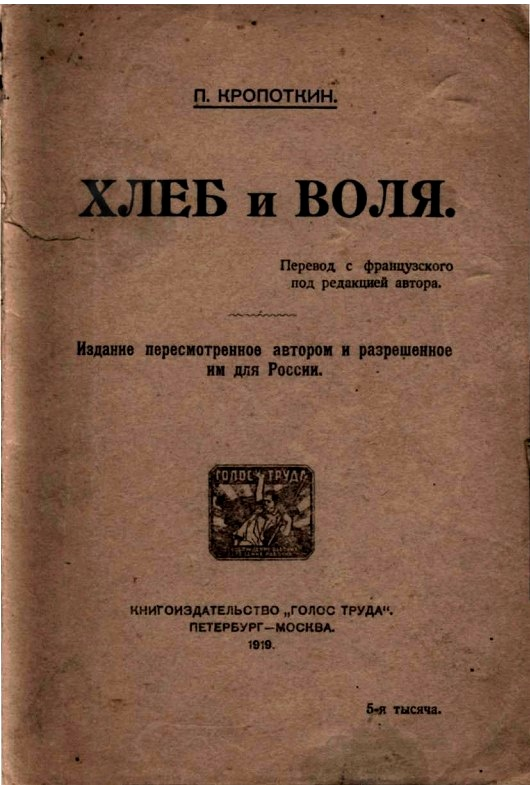
Chleb i Wolja ('Brot und Freiheit'), ein Buch von Peter Kropotkin, das 1919 im Golos Truda-Verlag erschien.

Die erste (wöchentliche) Ausgabe wurde am 11. August 1917 herausgegeben und erschien mit einem Leitartikel, der die Taktiken und Programme der Bolschewiki, Menschewiki, der linken und rechten Sozialrevolutionäre und anderer entschieden zurückwies und erklärte, dass die Art der revolutionären Aktion der Anarchosyndikalisten denen anderer sozialistischer Gruppen keineswegs ähnlich sei. Als erstes und wichtigstes Ziel erklärten sie die Revolution, die den Staat ersetzen würde und an dessen Stelle eine freie Föderation von autonomen „Bauerngemeinschaften, Industriearbeitergewerkschaften, Fabrikkomitees, Kontrolausschüssen und dergleichen in allen Orten des Landes setzen würden.“ Diese Revolution wäre „antistaatlich in ihrer Art des Kampfes, syndikalistisch in ihrer wirtschaftlichen Dimension und föderalistisch in ihrer politischen Wirkung.“ Dabei setzten die Autoren ihre größten Hoffnungen in die Fabrikkomitees, die nach der Februarrevolution spontan im ganzen Land entstanden waren.
Volin beschrieb die beinahe sechsmonatige Lücke zwischen der Februarrevolution und der Lancierung der Zeitschrift in Russland als „einen grossen und nicht mehr aufzuholenden Rückstand“, und jede Ausgabe dieser Zeit enthielt, was Volin später beschrieb als „klare und deutliche Artikel in die Richtung, die den Anarchosyndikalisten als konstruktive Arbeit für die nahende Revolution erschien.“ Als Beispiel nannte er „eine Serie von Artikeln zur Rolle der Fabrikkomitees, Artikel über die Aufgaben der Sowjets und weitere Artikel über die landwirtschaftliche Frage, die neue Organisation der Arbeit und über den Austausch.“ In Golos Truda erschienen umfangreiche Artikel über den Generalstreik, sowie die französischen bourses du travail und die syndicats. Die Zeitschrift stellte nach der Oktoberrevolution im gleichen Jahr auf tägliche Erscheinungsweise um. In einer Reihe von Artikeln, verkündete Golos Truda die Notwendigkeit die bolschewistische Diktatur des Proletariats aufzugeben und den Arbeitern freie Zusammenschlüsse und Aktivitäten zu erlauben.
Die Golos Truda-Gruppe stand vor einer schwierigen Aufgabe, da die Mehrheit der Arbeiter von den Bolschewiki gewonnen wurden, da deren Propaganda die anarchistischen Bemühungen in den Schatten stellten. Obwohl Golos Truda die kommunistischen Anarchisten Sankt Petersburgs scharf als Romantiker kritisierten, die die komplexen gesellschaftlichen Kräfte in der Revolution ignorierten, hatte die Zeitschrift bei den bolschewistisch-dominierten Fabrikarbeitern der Stadt einen schweren Stand und hatte am Anfang nur geringen Erfolg. Im März 1918 verlegten die Bolschewiki den Regierungssitz von Sankt Petersburg nach Moskau und die Golos Truda-Gruppe zog ebenfalls in die neue Hauptstadt.

## Unterdrückung und Vermächtnis
Am 17. November 1917 erließ der Oberste Sowjet ein Gesetz, das den Bolschewiki die Kontrolle über alle Zeitungen übertrug und die Macht der Behörden bei der Unterdrückung von dissidentischen Zeitungen ausdehnte. Nach der Unterdrückung der Golos Truda durch die regierenden Bolschewiki im August 1918, gründeten Gregori Maximow, Nikolai Dolenko und Efim Jartschuk die Zeitschrift Wolny Golos Truda (dt.: Die freie Stimme der Arbeit). Auf dem 10. Kongress der kommunistischen Partei Russlands (b) im März 1921 sagte der Führer der Bolschewiki Wladimir Lenin den „kleinbürgerlichen Elementen“, darunter vor allem den Anarchosyndikalisten, den Kampf an. Dies hatte sofort zur Folge, dass die Verlags- und Druckräumlichkeiten der Golos Truda in Sankt Petersburg und ein Büchergeschäft in Moskau von der Cheka geschlossen wurden und mit Ausnahme von sechs Personen alle Anarchisten der Golos Truda-Gruppe festgenommen wurden.
Trotz des Verbots der Zeitschrift setzte die Golos Truda-Gruppe ihre Arbeit fort und publizierte schließlich eine letzte Ausgabe in Form eines Magazins in Sankt Petersburg und Moskau im Dezember 1919. Während der Phase der Neuen Ökonomischen Politik (1921–1928) publizierte die Gruppe eine Reihe von Werken, darunter auch die Gesammelten Werke des bedeutenden anarchistischen Theoretikers Michail Bakunin in Sankt Petersburg von 1919 bis 1922. Die geringen vom Regime geduldeten anarchistischen Aktivitäten, wurde nach der Machtübernahme von Josef Stalin beendet und die Buchgeschäfte der Golos Truda-Gruppe in Moskau und Sankt Petersburg wurden im Zuge einer abrupten und gewaltsamen Welle der Repression endgültig geschlossen. Die Zeitschrift wurde auch vom Postministerium der Vereinigten Staaten unterdrückt, wo es durch die weit verbreitete Zeitschrift Chleb i Wolja (Brot und Freiheit; erschien erstmals am 26. Februar 1919) beerbt wurde, die wiederum in den Vereinigten Staaten und Kanada wegen ihrer anarchistischen Position verboten wurde.
Der russische Revolutionär Victor Serge, der das anarchistische Lager verließ und sich den Bolschewiki anschloss, beschrieb Golos Truda als die wichtigste anarchistische Gruppe die 1917 aktiv war, „in dem Sinne, dass sie die einzigen waren, die so etwas wie eine Doktrin hatten und dazu eine Reihe wertvoller Aktivisten“ die voraussahen, dass die Oktoberrevolution „nur in der Konstitution einer neuen Macht enden konnte.“